# هاینتس-کریستیان اشتراخه
هاینتس-کریستیان اشتراخه (به آلمانی: Heinz-Christian Strache) (زاده ۱۲ ژوئن ۱۹۶۹ در وین) یک سیاستمدار اتریشی و رهبر حزب آزادی اتریش بود. او همچنین رئیس فراکسیون حزب خود در مجلس شورای ملی اتریش بود. او شخصاً خود را هاسی اشتراخه (حروف اول نام‌های هاینتس-کریستیان به زبان آلمانی یعنی HC) می‌نامد.

## پیامد استعفای اشتراخه

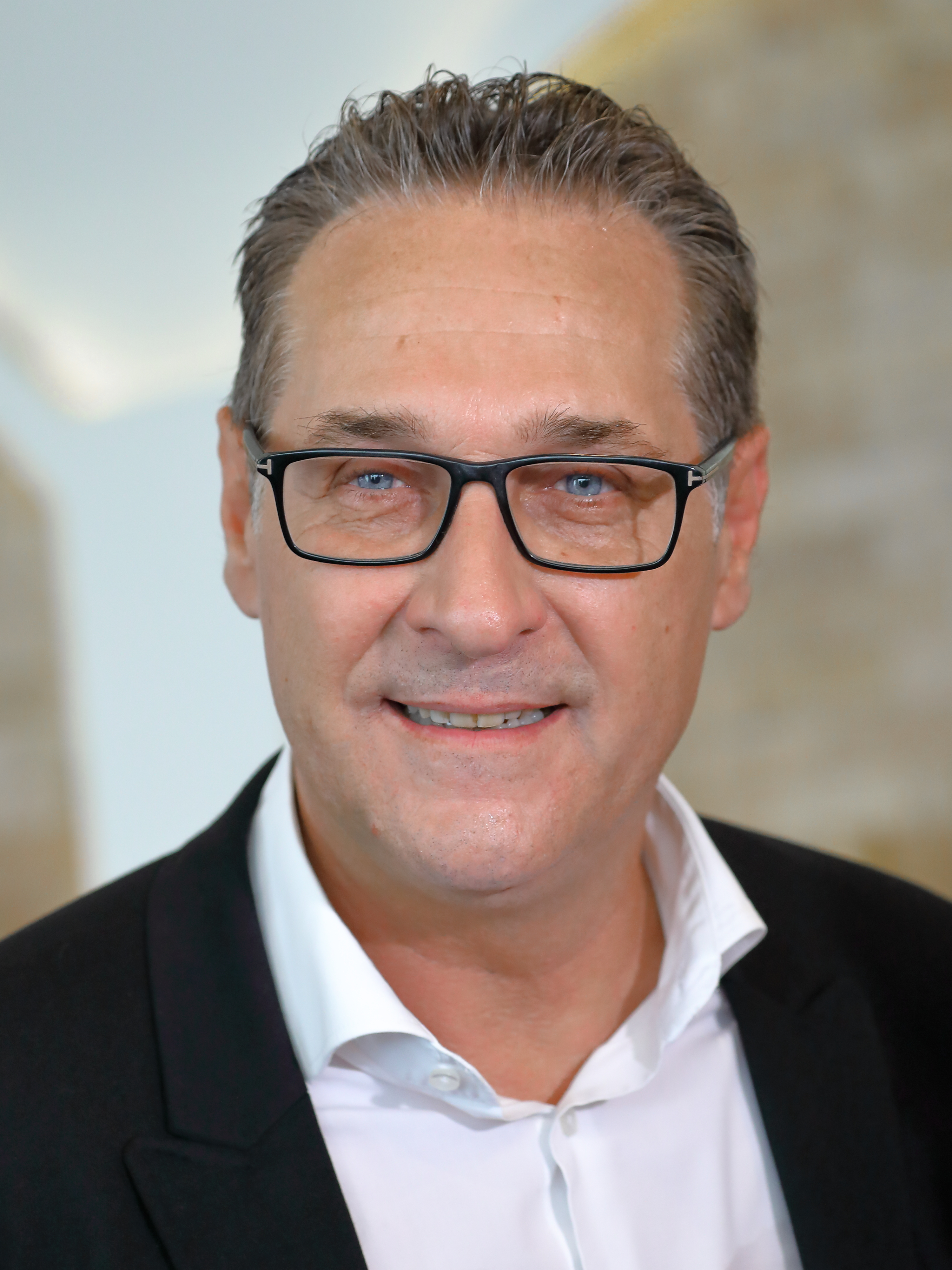
هاینتس-کریستیان اشتراخه در سال 2020

در تاریخ ۲۷ مه ۲۰۱۹ پارلمان اتریش به دولت سباستین کورتس، صدراعظم این کشور، رای عدم اعتماد داد و او را که درگیر پرونده جنجالی فساد رسوایی ایبیزا در دولت ائتلافی اتریش شده بود از کار برکنار کرد. برکناری رسمی کابینه کوتس توسط رئیس‌جمهور الکساندر فن در بلن اجرا می‌شود.

## خانواده، ازدواج و فرزندان
خانواده پدر اشتراخه از شهر رایشنبرگ واقع در چک فعلی بودند و طبق اظهارات خود وی از آنجا رانده شدند.
پدربزرگ مادری او سرباز ورماخت، ارتش آلمان، بود که در زمان پیوستن اتریش به آلمان در سال ۱۹۳۸ به شهر نویکیرشن واقع در ایالت نیدراسترایش اتریش آمده و با همسر خود آشنا شد.

## پیوندهای بیونی
- تارنمای اشتراخه